# Powiat wołkowyski (I Rzeczpospolita)

Mapa województwa nowogródzkiego i brzeskolitewskiego z 1665 roku. Na mapie żółtą linią podzielono województwo na powiaty. Widoczny jest powiat wołkowyski (castellenie de wolkowiska)

Powiat wołkowyski – jednostka terytorialna województwa nowogródzkiego Wielkiego Księstwa Litewskiego i Rzeczypospolitej Obojga Narodów ze stolicą w Wołkowysku.
Województwo nowogródzkie powstało w 1507 roku po wyodrębnieniu go z województwa wileńskiego. W tym samym roku król Zygmunt I Stary nadał Wołkowyskowi prawa miejskie na prawie magdeburskim. W ramach wielkiej reformy administracyjnej Wielkiego Księstwa Litewskiego przeprowadzonej przez króla Zygmunta Augusta w latach 1565–1566 podzielono to województwo na 3 powiaty: nowogródzki, słonimski i wołkowyski. Wcześniej ziemia wołkowyska należała do województwa trockiego.
Powyższa reforma określała granice powiatu: od wschodu graniczył z powiatem słonimskim. Granica przebiegała na rzece Zelwie, obecnie nazwaną Zelwianka (biał. Зельвянка). Od północnego zachodu powiat graniczył z powiatem grodzieńskim województwa trockiego, a od południa – z powiatem brzeskolitewskim województwa brzeskolitewskiego. Na północy granica dotykała Niemna, a na południu przebiegała naturalnie przez puszcze Różańską, Łyskowską i Świsłocką i liczne tamtejsze błota. Powierzchnia powiatu była znacznie większa niż powierzchnia powiatu wołkowyskiego w dwudziestoleniu międzywojennym.
Powiat (starostwo grodowe) składał się ze starostw niegrodowych: jałowskiego (z miastem Jałówką), mścibowskiego (z miasteczkiem Mścibów), wołkowyskiego, wołpińskiego (z miasteczkiem Wołpą)  i innych królewszczyzn.
Powiat w XVII wieku dzielił się na 14 parafii rzymsko-katolickich: Jałówka, Krzemienica, Łysków, Międzyrzecz, Mścibów, Porozów, Repla, Roś, Strubnica, Szydłowicze, Świsłocz, Wołkowysk, Wołpa i Zelwa. Parafie były różnej wielkości, odzwierciedlając podziały własności ziem i tradycje, np. parafja roska obejmowała wyłącznie klucz roski Stefana Branickiego, parafja zelwiańska – klucz zelwiański Jerzego Stanisława Sapiehy. Podobnie było częściowo w parafii wołpiańskiej, międzyrzeckiej i in. Powiat zamieszkiwali również unici. Plebanii unickich było 17.
Od momentu powstania w XVI wieku powiat był miejscem wielu bitew i przemarszów wojsk, co uniemożliwiało jego rozwój. Od I wojny północnej przez wojnę polsko-rosyjską (1654–1667) po wojny polsko-szwedzkie, co odnotowano w uchwale sejmu walnego w 1661 roku: Powiat wołkowyski lubo przez nieprzyjaciela toties [tyle razy] zrujnowany, y na wielu mieyscach spalony. Spustoszenia wojenne spowodowały zmniejszenie się liczby ludności o 24%.
Liczbę ludności powiatu w 1690 roku szacuje się na 20 tysięcy osób. Według lustracji z 1775 roku powiat liczył ogólnie 9 603 dymy (gospodarstwa), co przy przyjęciu średnio 5,5 osób na dym, daje całkowitą liczbę ludności powiatu 53 000 osób.
W wyniku uchwał sejmu grodzieńskiego w 1793 roku w związku z II rozbiorem Polski większa część powiatu wołkowyskiego (oprócz parafii jałowskiej przyłączonej do ziemi sokolskiej; oraz parafii replańskiej i wołpieńskiej) weszła w skład utworzonego wtedy województwa grodzieńskiego. Powiat wołkowyski został zajęty przez Rosjan w ramach III rozbioru Polski i wszedł  jako ujezd wołkowyski w skład guberni słonimskiej Imperium Rosyjskiego.
Szczegółowy opis powiatu, już z czasów Imperium Rosyjskiego znajduje się w Słowniku geograficznym Królestwa Polskiego.